# Kawai Musical Instruments
Kawai Musical Instruments – japońska firma produkująca instrumenty muzyczne z siedzibą w Hamamatsu. Znana jest najbardziej ze swoich fortepianów, pianin, pianin cyfrowych i syntezatorów elektronicznych.

## Historia
Firma została założona w sierpniu 1927 roku przez Koichi Kawai. Po jego śmierci w 1955 roku, jego syn, Shigeru Kawai, w wieku 33 lat został prezesem firmy i rozbudował zakłady produkcyjne. W 1980 roku otworzył Fabrykę Fortepianów Ryuyo. Shigeru Kawai był prezesem firmy Kawai od 1955 do 1989 roku, prezesem od 1990 do 2002 roku i konsultantem firmy aż do swojej śmierci w 2006 roku w wieku 84 lat.
Kawai Musical Instruments zajmuje się dystrybucją pianin akustycznych i cyfrowych do ponad 80 krajów.

## Produkty

### Fortepiany
- Shigeru Kawai (SK)
- seria GX BLAK Performance
- seria GL

### Pianina

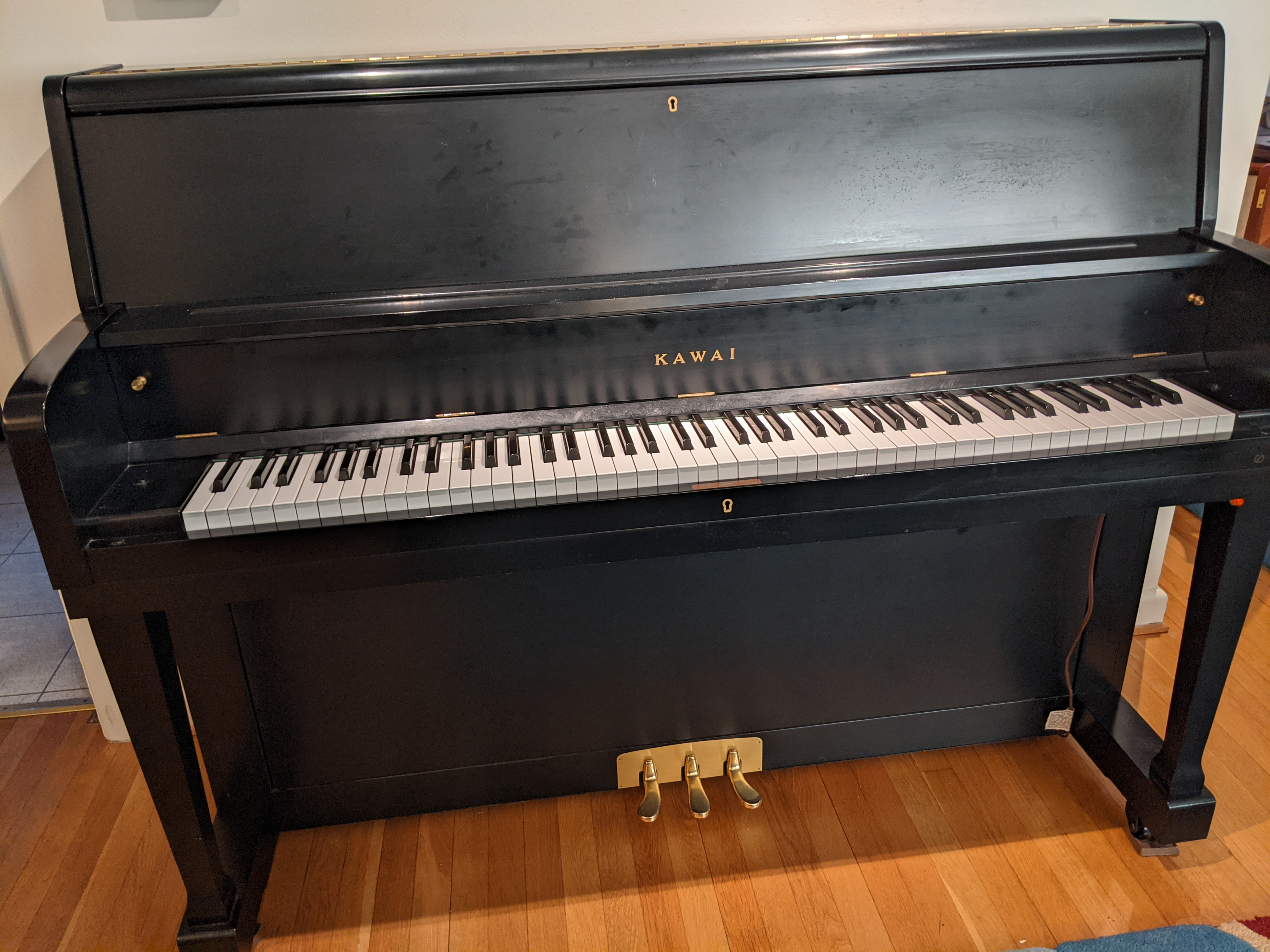
Pianino Kawai UST-7

- seria K Professional
- seria Designer
- ST1
- 506N
- K-15
- ND-21

### Pianina cyfrowe
- seria CA
- seria CN
- seria kdp
- seria ES Portable
- seria MP
- DG30

### Inne produkty
- Syntezatory
- Hybrydowe pianina
- Automaty perkusyjne
- Organy elektroniczne
- Kontrolery MIDI